# Ayuntamiento de Orihuela
El Ayuntamiento de Orihuela (en valenciano: Ajuntament d'Oriola) es la institución que se encarga de gobernar el municipio de Orihuela, capital de la comarca de la Vega Baja del Segura, en la Comunidad Valenciana, España.
Está presidido por el Alcalde de Orihuela, que desde 1979 es elegido democráticamente por sufragio universal. Actualmente, desde 2023, ejerce el cargo José Vegara, del Partido Popular.
La sede principal se sitúa en el palacio del Marqués de Arneva, aunque algunas concejalías están situadas en otros inmuebles del municipio.

## Historia política reciente
Las formaciones políticas más relevantes en el ámbito local tras la transición son el Partido Popular y el Partido Socialista Obrero Español). Tras las primeras elecciones locales en 1979, Unión de Centro Democrático, fue la primera formación en conseguir el gobierno municipal, con Francisco García Ortuño como alcalde En 1982, una moción de censura dio un nuevo alcalde, Antonio Lozano Espinosa (PSOE).
Los comicios de 1983 los ganó Alianza Popular, aunque un pacto entre el PSOE y Centro Democrático y Social dieron la alcaldía al socialista Vicente Escudero. El CDS cambió de aliado en 1986, y tras un proceso judicial prosperó una moción de censura que dio la alcaldía a Luis Fernando Cartagena, de Alianza Popular. 
Luis Fernando Cartagena fue alcalde de la ciudad durante 9 años, siendo elegido por mayoría absoluta en las elecciones de 1987 y 1991. Durante su mandato se produjo el escándalo del donativo del Hospital San Juan de Dios, un caso de corrupción por el que fue condenado a cuatro años de prisión por malversación y falsedad.
Las elecciones de 1995 fueron ganadas por el Partido Popular, formación heredera de Alianza Popular, siendo elegido un nuevo alcalde, José Manuel Medina Cañizares, que gobernó hasta 2007, tras ganar las elecciones de 1999 y 2003 con mayoría absoluta.
En las elecciones de 2007 el PP continuó con su mayoría absoluta, siendo elegida por primera vez una mujer como alcaldesa, Mónica Lorente.
En 2011 el PP no revalidó la mayoría absoluta, cosa que facilitó el "tripartito" formada por Los Verdes, CLR-CLARO y el PSOE dejando así en la oposición al PP. El Alcalde nombrado fue Monserrate Guillén, de Los Verdes
En febrero de 2013, El alcalde Monserrate Guillén decidió destituir de su cargo de concejal del Equipo de Gobierno a Pedro Mancebo, líder de CLR-CLARO, lo que supuso la marcha de los demás concejales de este partido, quedando en el gobierno Los Verdes y PSOE.
En 2015, el PP recuperó la alcaldía de Orihuela, en la persona de Emilio Bascuñana, siendo el partido más votado pero sin conseguir la mayoría absoluta.

## Sedes

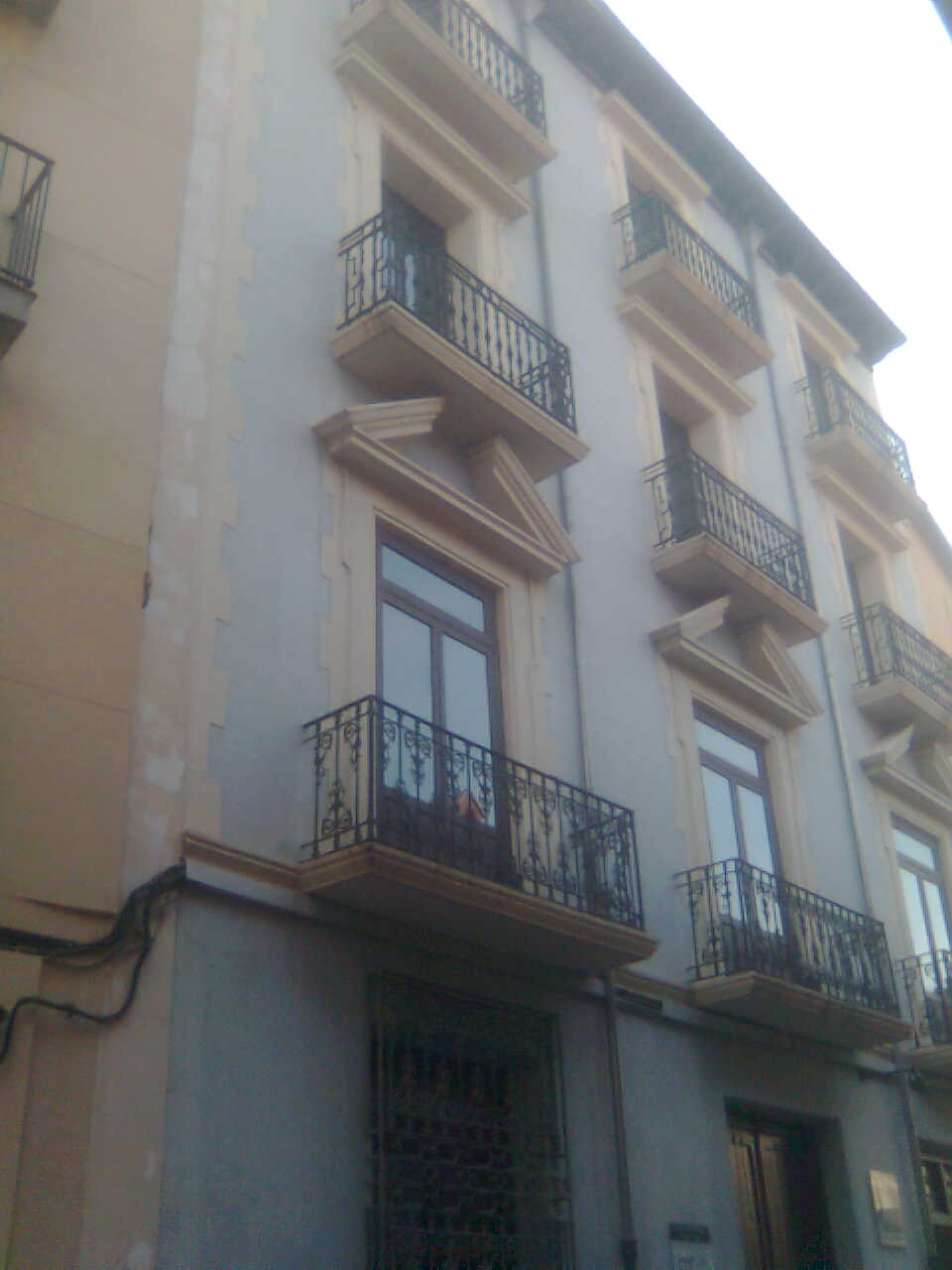
Casa Casinello, sede de la Concejalía de Juventud

La sede principal del Ayuntamiento de Orihuela se trata del palacio del Marqués de Arneva, un edificio del siglo XVIII, donde se encuentra el Salón del Pleno, la Sala del Oriol, la Sala de Portavoces, la Alcaldía, oficinas de alcaldía, y oficinas de los partidos políticos con representación en el pleno.
La Corporación ha distribuido diversas de sus concejalías en varios edificios.
- Edificio La Peineta (llamado así por el diseño de su fachada). Edificio construido en la década de 1990, anexo a la sede principal del Ayuntamiento. Contiene diversas Concejalías. Situado en calle Marqués de Arneva
- Casa Casinello. Edificio del siglo XIX, que alberga las concejalías de Juventud y Voluntariado
- Palacio de Rubalcaba. Edificio del siglo XIX que alberga la concejalía de Turismo y la de Consumo
- Palacio del Conde de la Granja. Edificio del siglo XVIII que alberga las oficinas de Recaudación y Catastro
- Ayuntamiento de Orihuela en la Costa. Alberga oficinas municipales, delegaciones de algunas concejalías y la Concejalía de Costa y Playas. Situado en la plaza del Oriol (urbanización Playa Flamenca)
- Jefatura de Policía Local. Alberga la Concejalía de Policía y Seguridad
- En las pedanías hay delegaciones de algunas concejalías en diversas oficinas municipales

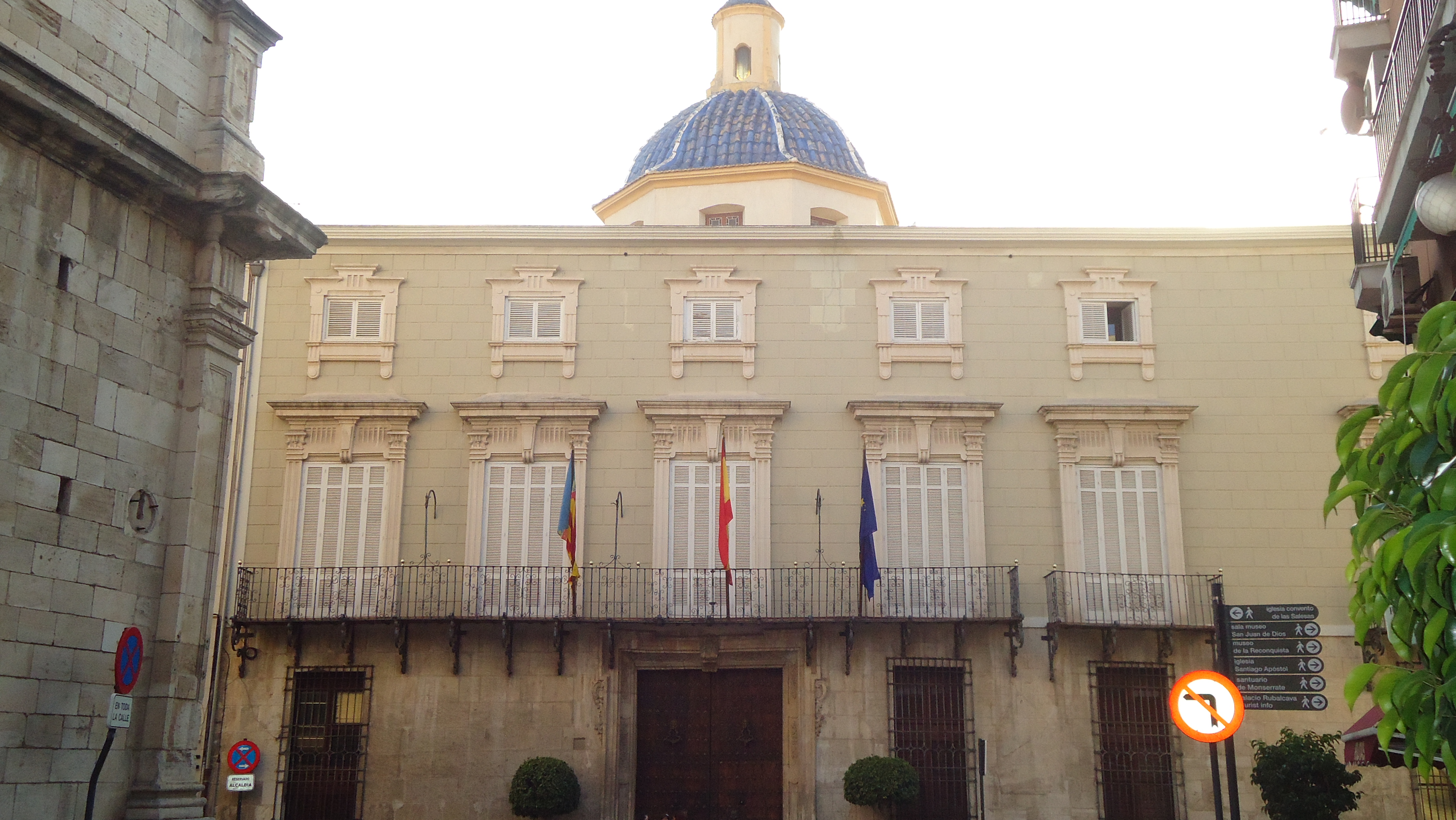
Palacio del marqués de Arneva, sede principal del consistorio, que también alberga la sede del pleno y de la Alcaldía

- Palacio del marqués de Arneva. Este edificio del siglo XVIII, también llamado casa consistorial, es la sede principal del ayuntamiento. En ella se encuentran el salón del pleno, la sala del oriol, la sala de portavoces, las oficinas de alcaldía, y oficinas de algunos de los partidos políticos que tienen representación en el pleno.
- La sede del ayuntamiento en Orihuela Costa. Se encuentra en la urbanización Playa Flamenca. En ella existen delegaciones del registro general, y de las áreas de Estadística, Empadronamiento, Urbanismo y Turismo.
- Edificio Greco. Edificio construido en la década de 1990, anexo al palacio del marqués de Arneva. En él se encuentran las áreas de Participación Ciudadana, Inmigración, Igualdad y Contratación.
- Centro Comercial Ociopía. Un local de este centro acoge las oficinas de la Concejalía de Urbanismo.
- Edificio Prop. Situado en la calle López Pozas, en él se encuentra el registro general y el área de Bienestar Social.
- Casa Casinello. Este inmueble señorial de principios del siglo XX aloja las oficinas de las concejalías de Juventud, Festividades y Cultura.
- Palacio del Agua. En él se encuentra la Concejalía de Deportes.
- Edificio Poeta del Pueblo. Este edificio, situado en la calle Ruiz Capdepón, acoge el padrón municipal y las áreas de Estadística, Sanidad y Consumo, Educación, Medio Ambiente y Agricultura y Residuos Sólidos Urbanos y Limpieza Viaria.

## Órganos de Gobierno

### Pleno municipal
La administración política actual de la ciudad se realiza a través de un Ayuntamiento de gestión democrática cuyos componentes se eligen cada cuatro años por sufragio universal. El censo electoral está compuesto por todos los residentes empadronados en Orihuela mayores de 18 años y nacionales de España, de países miembros de la Unión Europea y de los países que tienen un acuerdo recíproco con el Gobierno de España. Según lo dispuesto en la Ley del Régimen Electoral General, que establece el número de concejales elegibles en función de la población del municipio, la Corporación Municipal de Orihuela está formada por 25 concejales, incluido el alcalde. 
En las elecciones municipales del 24 de mayo de 2015, el PP obtuvo 11 concejales con un 36,39% de los votos, mientras que el PSOE consiguió 8, 2 más que en 2011, con un 25,45% de los votos. Tres formaciones entraron al pleno, Ciudadanos, con 3 ediles y el 9,79% de los votos, la coalición Cambiemos Orihuela, formada por Esquerra Unida del País Valencià, Los Verdes e independientes, obtuvo dos representantes con el 9,16% de los sufragios, y el partido liderado por la expresidenta del PP Pepa Ferrando, Foro Demócrata consiguió 1 edil con el 5,15% de los votos.
El Pleno Municipal es el «órgano de máxima representación política de la ciudadanía en el gobierno municipal, apareciendo configurado como órgano de debate y de adopción de las grandes decisiones estratégicas a través de la aprobación de los reglamentos de naturaleza orgánica y otras normas generales, de los presupuestos municipales, de los planes de ordenación urbanística, de las formas de gestión de los servicios, etc, y de control y fiscalización de los órganos de gobierno». Las atribuciones de las diferentes Áreas de Gobierno están aprobadas por el Pleno Municipal. El Pleno es convocado y presidido por el alcalde, actualmente Emilio Bascuñana, y está integrado por los 25 concejales del Ayuntamiento.
Los componentes del Pleno son:

#### Partido Popular
(11 concejales)
- Emilio Bascuñana Galiano (Alcalde-Presidente)

- Francisco Manuel Sáez Sironi  (Portavoz)

- Rafael Almagro Palacios

- María Dolores Rocamora Gisbert

- Sabina Goretti Galindo Benito

- María Begoña Cuartero Alonso

- Dámaso Antonio Aparicio García

- Miguel Ángel Fernández Moreno

- Sofía Álvarez Iñeguez

- Noelia Grao López

- Víctor Valverde Sáez

#### Partido Socialista Obrero Español
(8 concejales)
- Carolina Gracia Gómez (Portavoz)

- Antonio Damián Zapata Beltran

- María García Zafra

- Víctor Manuel Ruiz Sáez

- Carmen María Gutiérrez Marcos

- María del Carmen Moreno Gómez

- José Hernández Illescas

- Carmen Lorente Mateo

#### Ciudadanos – Partido de la Ciudadanía
(3 concejales)
- Juan Ignacio López-Bas Valero (Portavoz)

- María Luisa Boné Campillo

- María del Mar Ezcurra García

#### Cambiemos Orihuela
(2 concejales)
- Carlos Bernabé Martínez (Portavoz)

- Manuel Javier Gracia Gil[9]

#### Foro Demócrata
(1 concejal)
- Josefina Ferrando García (Portavoz)

### Junta de Gobierno
- Emilio Bascuñana Galiano (Alcalde-Presidente)

- Rafael Almagro Palacios

- Francisco Sáez Sironi

- María Dolores Rocamora Gisbert

- Sabina Galindo Goretti Galindo

- Miguel Ángel Fernández Moreno

- Dámaso Antonio Aparicio García

- Juan Ignacio López-Bas Valero

- María Luisa Boné Campillo

## Equipo de gobierno

### 2019-2023
El gobierno municipal de Orihuela 2019-2023 estuvo compuesto por 14 concejales elegidos mediante sufragio universal del Partido Popular y de Ciudadanos. La máxima autoridad es el alcalde al que le siguen 6 tenientes de alcalde. En el siguiente cuadro aparece la relación de concejalías.
| Nombre                        | Partido | Cargo |
| ----------------------------- | ------- | --- |
| Emilio Bascuñana Galiano      | PP      | Alcalde de la Ciudad, presidente del Ayuntamiento y concejal de Protocolo, Relaciones Institucionales, Comunicación y Planeamiento Urbanístico. |
| Juan Ignacio López-Bas Valero | Cs      | Primer teniente de alcalde y concejal de Infraestructuras, Obras, Mantenimiento Y Servicios, Agua Potable y Alcantarillado                      |
| Rafael Almagro                | PP      | Segundo teniente de alcalde y concejal de Urbanismo, Recursos Humanos y Patrimonio                                                              |
| Francisco Sáez Sironi         | PP      | Tercer teniente de alcalde y concejal de Contratación, Régimen Interior y Parque Móvil                                                          |
| Mariola Rocamora              | PP      | Cuarta teniente de Alcalde y concejal de Festividades, Seguridad Ciudadana y Orden Público y Ordenación del Tráfico                             |
| Luisa Boné                    | Cs      | Quinta teniente de Alcalde y concejal de Playas Y Coordinación de Servicios en la Costa                                                         |
| Víctor Valverde               | PP      | Sexto teniente de Alcalde y concejal de Pedanías, Desarrollo Rural, Empleo, Emergencias y Deportes                                              |
| Sabina Galindo                | PP      | Concejal de Hacienda, Bienestar Social, Participación Ciudadana, Igualdad, Inmigración y Cooperación Internacional                              |
| Begoña Cuartero               | PP      | Concejal de Educación y Transporte Urbano |
| Dámaso Aparicio               | PP      | Concejal de Limpieza Viaria, Residuos Sólidos Urbanos, Mercados y Transparencia                                                                 |
| Miguel Ángel Fernández        | PP      | Concejal de Modernización de la Administración, Industria y Energía, Calidad, Comercio, Medio Ambiente y Depuración                             |
| Sofía Álvarez                 | PP      | Concejal de Turismo y Residentes Internacionales                                                                                                |
| Noelia Grao                   | PP      | Concejal de Sanidad, Consumo, Agricultura y Estadística                                                                                         |
| Mar Ezcurra                   | Cs      | Concejal de Cultura y Juventud |

### 2023-2027
En la actualidad 14 son los concejales electos por sufragio universal que componen el grupo o equipo de gobierno, trazándose el organigrama del ayuntamiento y las delegaciones de la siguiente manera:
| Nombre                           | Cargos | Partido político |
| -------------------------------- | --- | ---------------- |
| José Vegara Durá                 | Alcalde y concejal de Presidencia, Hacienda, Comunicación y Protocolo                                       | PP               |
| Manuel Mestre Barea              | Concejal de la Costa (Playas, Residentes Internacionales, Servicios de Mantenimiento y Coordinación)        | Vox              |
| María Agustina Rodríguez Navarro | Concejala de Bienestar Social, Igualdad y Recursos Humanos                                                  | PP               |
| Víctor Valverde Sáez             | Concejal de Infraestructuras y Mantenimiento, Desarrollo Rural, Empleo y Emergencias                        | PP               |
| Matías Ruiz Peñalver             | Concejal de Urbanismo y Vivienda, Patrimonio (incluido Patrimonio Histórico), Industria y Grandes Proyectos | PP               |
| Rocío Ortuño Cartagena           | Concejala de Festividades, Modernización, Recogida de Residuos Sólidos Urbanos y Limpieza Viaria            | PP               |
| Mónica Pastor Felices            | Concejala de Contratación, Régimen Interior, Seguridad Ciudadana y Parque Móvil                             | PP               |
| Vicente Pina López               | Concejal de Educación y Comercio                                                                            | PP               |
| Víctor Manuel Sigüenza Riquelme  | Concejal de Deportes y Transportes                                                                          | PP               |
| Noelia Grao López                | Concejala de Agricultura, Medio Ambiente y Mercados                                                         | PP               |
| Irene Celdrán Ruiz               | Concejala de Consumo, Transparencia y Sanidad                                                               | PP               |
| Gonzalo Damián Montoya Alcocer   | Concejal de Turismo y Cultura                                                                               | Vox              |
| Ana Isabel García Mateo          | Concejala de Participación Ciudadana y Juventud                                                             | Vox              |
| María del Carmen Portugal Bueno  | Concejala de Familia y Estadística                                                                          | Vox              |

## Resultados electorales
| Partido político                                                               | 2023   | 2023  | 2023       | 2019  | 2019  | 2019       | 2015   | 2015  | 2015       | 2011   | 2011  | 2011       | 2007   | 2007  | 2007       |
| Partido político                                                               | Votos  | %     | Concejales | Votos | %     | Concejales | Votos  | %     | Concejales | Votos  | %     | Concejales | Votos  | %     | Concejales |
| Partido Popular (PP)                                                           | 11 703 | 38,62 | 10         | 9496  | 33,83 | 9          | 10 652 | 36,39 | 11         | 14 765 | 45,36 | 12         | 14 113 | 44,75 | 14         |
| Partit Socialista del País Valencià (PSPV-PSOE)                                | 6629   | 21,87 | 6          | 6519  | 23,22 | 6          | 7450   | 25,45 | 8          | 7769   | 23,87 | 6          | 7114   | 22,56 | 7          |
| Vox                                                                            | 4261   | 14,04 | 4          | 1932  | 6,82  | 2          | 133    | 0,45  | 0          | —      | —     | —          | —      | —     | —          |
| Ciudadanos (CS)                                                                | 3325   | 10,97 | 3          | 5371  | 19,13 | 5          | 2866   | 9,79  | 3          | —      | —     | —          | —      | —     | —          |
| Compromís                                                                      | 2396   | 7,90  | 2          | 759   | 2,70  | 0          | —      | —     | —          | —      | —     | —          | —      | —     | —          |
| Podem-Esquerra Unida del País Valencià (EUPV)                                  | —      | —     | —          | 3695  | 13,16 | 3          | 2680   | 9,16  | 2          | 501    | 5,01  | 0          | —      | —     | —          |
| Foro Demócrata (FDEE)                                                          | —      | —     | —          | —     | —     | —          | 1508   | 5,15  | 1          | —      | —     | —          | —      | —     | —          |
| Centro Liberal Renovador (CLR)-Partido Independiente de Orihuela Costa (CLARO) | —      | —     | —          | —     | —     | —          | 1430   | 4,89  | 0          | 4713   | 14,48 | 4          | 1881   | 5,96  | 1          |
| Els Verds del País Valencià (EVPV)                                             | —      | —     | —          | —     | —     | —          | —      | —     | —          | 3495   | 10,74 | 3          | 2851   | 9,04  | 3          |

## Alcaldes

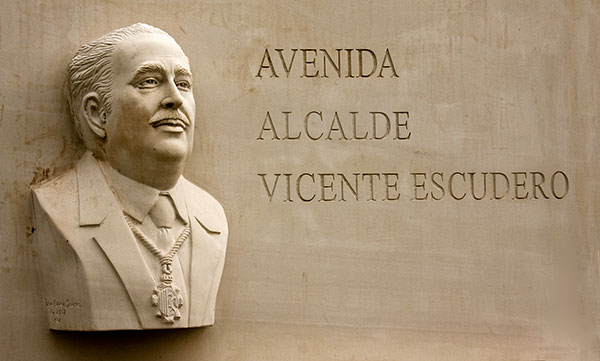
Distinción de la ciudad de Orihuela al fallecido alcalde Vicente Escudero, alcalde oriolano desde las elecciones democráticas de 1979

| Periodo   | Nombre                                                                            | Partido                                                                           |
| --------- | --------------------------------------------------------------------------------- | --------------------------------------------------------------------------------- |
| 1979-1983 | Francisco García Ortuño (1979-1982) Antonio Lozano Espinosa (1982-1983)           | Unión de Centro Democrático (UCD) Partit Socialista del País Valencià (PSPV-PSOE) |
| 1983-1987 | Vicente Escudero Esquer (1983-1986) Luis Fernando Cartagena Travesedo (1986-1987) | Partit Socialista del País Valencià (PSPV-PSOE) Alianza Popular (AP)              |
| 1987-1991 | Luis Fernando Cartagena Travesedo                                                 | Alianza Popular (AP) Partido Popular (PP)                                         |
| 1991-1995 | Luis Fernando Cartagena Travesedo                                                 | Partido Popular (PP)                                                              |
| 1995-1999 | José Manuel Medina Cañizares                                                      | Partido Popular (PP)                                                              |
| 1999-2003 | José Manuel Medina Cañizares                                                      | Partido Popular (PP)                                                              |
| 2003-2007 | José Manuel Medina Cañizares                                                      | Partido Popular (PP)                                                              |
| 2007-2011 | Mónica Lorente Ramón                                                              | Partido Popular (PP)                                                              |
| 2011-2015 | Monserrate Guillén Sáez                                                           | Els Verds del País Valencià (EVPV)                                                |
| 2015-2019 | Emilio Bascuñana Galiano                                                          | Partido Popular (PP)                                                              |
| 2019-2023 | Emilio Bascuñana Galiano (2019-2022) Carolina Gracia Gómez (2022-2023)            | Partido Popular (PP) Partit Socialista del País Valencià (PSPV-PSOE)              |
| 2023-act. | José Vegara Durá                                                                  | Partido Popular (PP)                                                              |

## Evolución de la deuda viva municipal
El concepto de deuda viva contempla sólo las deudas con cajas y bancos relativas a créditos financieros, valores de renta fija y préstamos o créditos transferidos a terceros, excluyéndose, por tanto, la deuda comercial.
| Gráfica de evolución de la deuda viva del Ayuntamiento entre 2008 y 2023                           |
| |
| Deuda viva del Ayuntamiento de Orihuela, en miles de euros, según datos del Ministerio de Hacienda |